# مارک آمودی
مارک یوجین آمودی (به انگلیسی: Mark Eugene Amodei) نمایندهٔ حوزه انتخابیه دوم نوادا از حزب جمهوری‌خواه ایالات متحده آمریکا در مجلس نمایندگان ایالات متحده آمریکا است که برای نخستین‌بار در ۱۳ سپتامبر ۲۰۱۱ میلادی به‌عضویت این مجلس درآمد.